# Сузана (ученица)
Сузана је личност из Новог Завета; једна од благочестивих жена које су заједно са другим женама служиле Господу Исусу Христу за време Његовог земаљског живота, када је Он проповедао јеванђеље Царства Божијег.
Сузана није укључена у Стари и ревидирани римски мартирологиј и, иако се помиње као Исусова ученица, није поштована као светица. Због оскудности података о њој, често се меша са Светом Сузаном, хришћанском мученицом из 3. века. Чак је и аутор „Библијске енциклопедије“, архимандрит Никифор (Баженов), направио ову грешку када је у једном чланку о њој написао следеће речи: „Спомен јој је 6. јун и 2. август“. Након тога, ова грешка је била широко распрострањена широм Русије.
Православна црква укључује Сузану у списак мироносица, Исусових ученица које су дошле до његовог гроба да помажу његово тело уљем смирне, али су нашле празну гробницу.